# Sieć torfowa
Sieć torfowa – sieć gęsto ukierunkowanych garbów zbudowanych z torfu i obniżeń między nimi. 
Garby, przeważnie asymetryczne, mają do 2 metrów wysokości, kilkadziesiąt metrów długości, a ich stoki do 2° nachylenia. O pochodzeniu mrozowym świadczą soczewy lodu, znajdowane w obrębie garbów torfowych. Ich pochodzenie nie zostało wyjaśnione.